# Packera moranii
Packera moranii là một loài thực vật có hoa trong họ Cúc. Loài này được (T.M.Barkley) C.Jeffrey mô tả khoa học đầu tiên năm 1992.